# Église des Saints-Archanges de Niš
Pour les articles homonymes, voir Église Saint-Michel-et-Saint-Gabriel.
L'église des Saints-Archanges de Niš (en serbe cyrillique : Црква Светих Арханђела у Нишу ; en serbe latin : Crkva Svetih Arhanđela u Nišu) est une église orthodoxe serbe serbe située à Niš et dans le district de Nišava en Serbie. Elle est inscrite sur la liste des monuments culturels protégés de la république de Serbie (no SK 860),,. 
L'église est également sous le nom de « la petite cathédrale » (Mala saborna crkva).

## Présentation

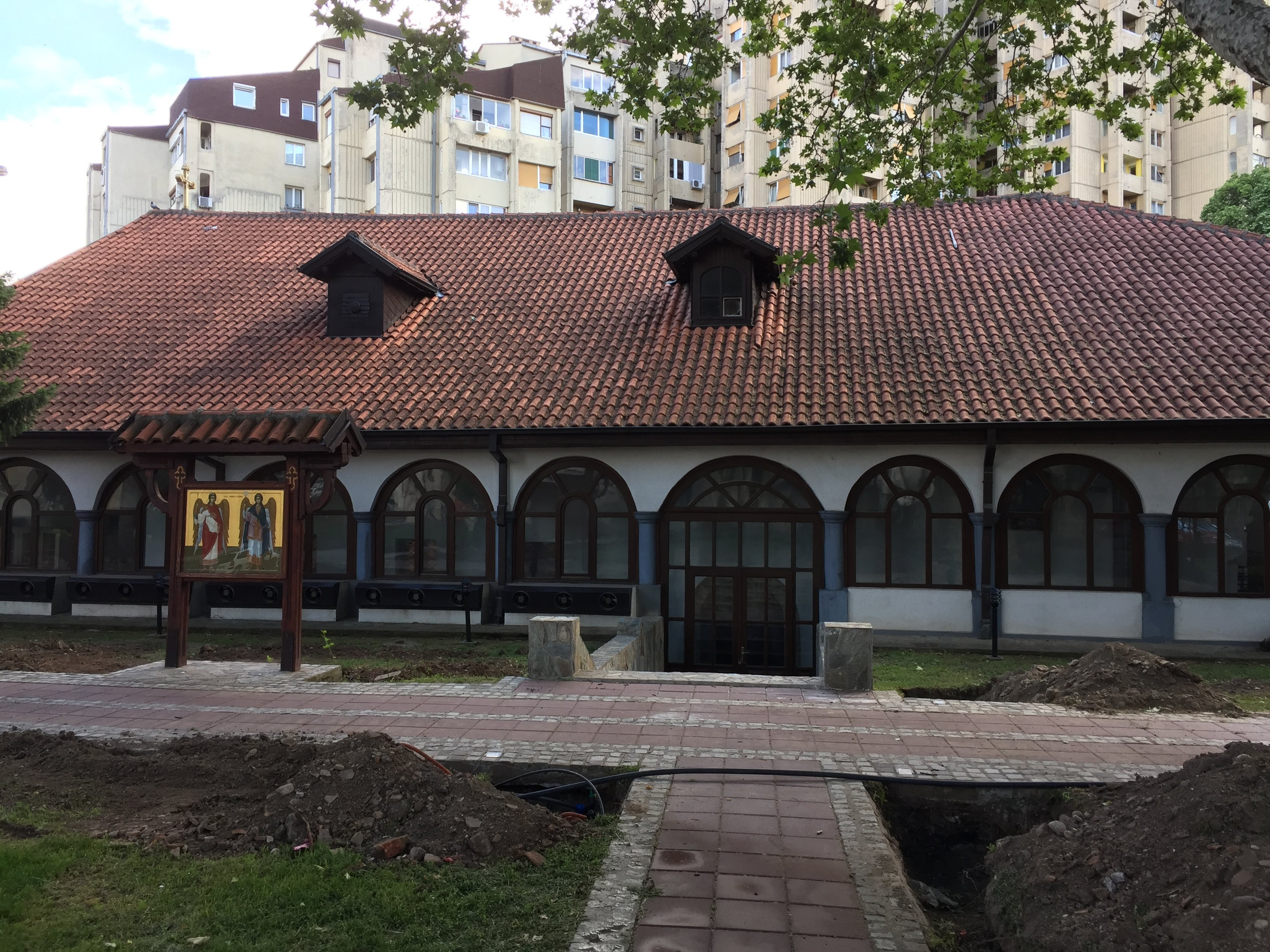
Autre vue de l'église.

L'église a été construite grâce aux efforts successifs des évêques de l'éparchie de Niš Makarije et Meletije, pendu par les Ottomans en 1821 devant le pont de la forteresse de Niš. Sa construction a eu lieu avant 1815, ainsi que l'atteste une icône représentant le Chœur des saints Archanges, aujourd'hui intégrée dans l'iconostase et datée par une inscription. Elle a été consacrée en 1819. Selon les lois turques de cette époque, l'église ne devait pas être trop élevée, raison pour laquelle elle a été profondément creusée dans le sol ; au sud de l'édifice, le long de la route, un mur de pierre a été construit pour éviter que les Turcs ne la voient. En 1839, le métropolite Grigorije a fait restaurer l'édifice, notamment le toit et les portiques sud, nord et ouest. À cette époque, plusieurs icônes du mont Athos sont venues s'ajouter à l'iconostase de 1815.
Pendant la Première Guerre mondiale, au moment de l'occupation bulgare de Niš, l'église a été partiellement détruite. Elle n'a été restaurée qu'en 1927, à l'époque de l'évêque Dositej ; le toit a alors été complètement restructuré et l'évêque a consacré l'église une seconde fois le 7 septembre 1927. Le 23 juillet 1947, la « petite cathédrale » a été inondée en même temps que le reste de la ville ; elle a été rapidement restaurée et de nouveau consacrée par l'évêque Jovan.
La dernière restauration de l'église a été effectuée entre 2001 et 2006. Ces travaux ont notamment touché les porches, les fresques et la vieille iconostase. L'édifice a alors été consacré pour la quatrième fois par l'évêque Irinej (Irénée), qui, depuis, est devenu patriarche de l'Église orthodoxe serbe.